# 原獣亜綱
原獣亜綱（げんじゅうあこう、Prototheria）は、哺乳綱の1亜綱。目としては単孔目（カモノハシ目）のみからなる。
哺乳類を構成する3つの亜綱のうち1つで、他の2つは絶滅した異獣亜綱と、単孔目以外の現生哺乳類全てを含む獣亜綱である。
単孔目のほか、単孔目に近縁と考えられる目不明の絶滅群が含められることがある。かつては梁歯目を含めることがあったが、現在は梁歯目はより原始的なグループとして哺乳類からも外されることが多い。
原獣亜綱の代わりに、あるいは原獣亜綱と単孔目の間に、Yinotheria、Australosphenidaといった分類群を置くこともある。